# Aritz Aduriz
Aritz Aduriz Zubeldia (San Sebastián, 11 de fevereiro de 1981) é um ex-futebolista espanhol que atuava como atacante.

## Carreira
Após passagens por Athletic Bilbao e Mallorca, foi contratado pelo Valencia em 2010. Em junho de 2012 retornou aos Leones. É o sexto maior artilheiro do time basco com 172 gols em 407 jogos, contabilizando as suas três passagens.

## Seleção Nacional
Estreou pela Seleção Espanhola principal no dia 8 de outubro de 2010, contra a Lituânia, em partida válida pelas qualificações para a Eurocopa 2012.

## Títulos
Athletic Bilbao
- Supercopa da Espanha: 2015

### Prêmios individuais
- Troféu Zarra: 2014–15, 2015–16
- Equipe ideal da Liga Europa da UEFA: 2015–16
- Jogador do mês da La Liga: março de 2016, janeiro de 2018
- 67º melhor jogador do ano de 2016 (The Guardian)[3]
- 29º melhor jogador do ano de 2016 (Marca)[4]

### Artilharias
- Liga Europa da UEFA de 2015–16 (10 gols)
- Liga Europa da UEFA de 2017–18 (8 gols)